# Eliseo Antonio Ariotti

Erzbischofswappen von Eliseo Antonio Ariotti

Eliseo Antonio Ariotti (* 17. November 1948 in Vailate) ist ein italienischer Geistlicher, römisch-katholischer Erzbischof und emeritierter Diplomat des Heiligen Stuhls.

## Leben
Der Bischof von Cremona, Giuseppe Amari, spendete ihm am 7. Mai 1975 die Priesterweihe.
Papst Johannes Paul II. ernannte ihn am 17. Juli 2003 zum Titularerzbischof pro hac vice von Vibiana und Apostolischen Nuntius in Kamerun. Die Bischofsweihe spendete ihm Kardinalstaatssekretär Angelo Sodano am 5. Oktober desselben Jahres; Mitkonsekratoren waren Robert Sarah, Sekretär der Kongregation für die Evangelisierung der Völker, und Dante Lafranconi, Bischof von Cremona.
Am 5. August 2003 wurde er zudem zum Apostolischen Nuntius in Äquatorialguinea. Papst Benedikt XVI. ernannte ihn am 5. November 2009 zum Apostolischen Nuntius in Paraguay.
Papst Franziskus nahm am 29. Dezember 2023 das altersbedingte Rücktrittsgesuch von Eliseo Antonio Ariotti an.